# Les Aventures de Juan Quin Quin
Pour plus de détails, voir Fiche technique et Distribution.
Les Aventures de Juan Quin Quin (titre original : Las Aventuras de Juan Quin Quín) est un film cubain réalisé par Julio García Espinosa et sorti en 1967.

## Synopsis
Juan Quin Quin et son ami Jachero multiplient les aventures et les métiers les plus farfelus (clowns, démonstrateurs de foire, toreros, enfants de chœurs...). Pourchassés par les autorités, sous le règne de Fulgencio Batista, ils finissent par rejoindre la guérilla révolutionnaire. Mais, n'est-ce pas, là encore, la poursuite de leurs péripéties anticonformistes ? 

## Fiche technique
- Titre du film : Les Aventures de Juan Quin Quin
- Titre original : Las Aventuras de Juan Quin Quín
- Réalisation : Julio García Espinosa
- Scénario : J. García Espinosa d'après le roman de Samuel Feijoo, Juan Quinquín en Pueblo Mocho.
- Photographie : Jorge Haydú - Noir et blanc, Cinémascope
- Musique : Leo Brouwer, Luis Gómez, Manuel Castillo
- Montage : Carlos Menendez
- Production : Humberto Hernández pour ICAIC
- Pays d'origine :  Cuba
- Langue originale : Espagnol
- Durée : 112 minutes
- Dates de sortie : 1967 à Cuba ; 27 mai 1970 en France

## Distribution
- Julio Martinez : Juan Quin Quin
- Erdwin Fernández : Jachero
- Adelaïda Raymat : Teresa
- Enrique Santisteban
- Agustín Campos
- Manuel Pereiro

## Commentaire
« Cette comédie d'aventures désinvolte eut un grand succès populaire et le meilleur résultat cubain au box-office de l'époque. Le film contient des ingrédients nouveaux comme les "bulles" dans lesquelles les personnages expriment leurs pensées à la façon des bandes dessinées, ou l'utilisation de la caméra lente ou rapide, pour insuffler le ton populaire que souhaitait le réalisateur. » Selon Jacques Lourcelles, Les Aventures de Juan Quin Quin serait « une sorte de western picaresque, comique et sanglant, fantaisiste et bien entendu engagé. »